# Hans Bendix
Hans Bendix, född den 19 januari 1898 i Köpenhamn, död den 10 december 1984, var en dansk tecknare, målare och radikal kulturdebattör. Åren 1922 till 1949 medverkade han i tidningen Social-Demokraten (bytte senare namn till Morgon-Tidningen), och därefter med teckningar i tidningen Politiken. Han har även illustrerat egna böcker.

## Biografi
Bendix utbildade sig som målare i Paris, London och Köpenhamn och debuterade på Kunstnernes Efterårsudstilling 1922. Under 1925 arbetade han som tecknare vid Le Quotidien i Paris.
Under sina många år som tecknare vid Social-Demokraten visade han sin känsla för politisk satir, reportageteckning och inte minst teater- och baletteckning samt porträttskildring. Han kunde i en minimal expressiv skiss hålla fast flyktiga drag, mimik och personlighet. Från 1925 tecknade han för Blæksprutten och 1926–1928 för Kritisk Revy. Han blev också medredaktör i den antinazistiska tidskriften Aandehullet og Kulturkampen.
Från 1950 och fram till sin död tecknade han för tidiningen Politiken och var medredaktör i Hjemmets Søndag 1948–1950. Bendix stil var lätt och smakfull och lämpade sig väl för skildring av unga kvinnor, och han var inte rädd att visa på sin inspiration och begeistring av fransk kultur och konst.
Bendix är begravd på Garnisons Kirkegård i Köpenhamn.

## Utställningar och utmärkelser
Bendix var medlem i Vrå-utställningen 1964 och i Grønningen 1926 (hedersmedlem 1976). Han är representerad på både danska och utländska museer och hade separatutställningar bland annat i Kunstforeningen 1941, 1958 och 1972, en retrospektiv utställning i Kunstindustrimuseet 1973 och Nasjonalgalleriet i Oslo 1974.
Bendix tilldelades Købke-stipendiet 1925, Eckersberg Medaillen 1951, Storm Petersen-priset 1962, Igenio et arti och blev Ridder af Dannebrog.
Bendix är representerad vid bland annat Moderna museet.

## Författarskap
Ett urval av Bendix porträtt av bland annat kända internationella konstnärer är samlade i boken Krop og kontrafejer (1974) och Hvad jeg skrev, det tegnede jag (Politikens nyårsbok 1967). Han verkade också som konst- och litteraturanmälare, gav ut reseböcker med egna illustrationer, böcker med teaterteckningar och samtal med tidens mästare inom bildkonsten.
Hans memoarer gavs ut i fyra band (1967–1975) och omfattar Troskyldigt forår (1967), Urolig sommer (1968), Spraglet efterår (1973) och Lun vinter (1975).